# Víctor Bernárdez
Víctor Salvador Bernárdez Blanco (ur. 24 maja 1982 w La Ceiba) – honduraski piłkarz grający na pozycji środkowego obrońcy.

## Kariera klubowa
Bernárdez jest wychowankiem klubu Motagua Tegucigalpa wywodzącego się ze stolicy kraju. W 2001 roku zadebiutował w jego barwach w pierwszej lidze Hondurasu. Od sezonu 2001/2002 był podstawowym zawodnikiem tej drużyny. W 2001 roku wywalczył z Motaguą mistrzostwo fazy Apertura. Z kolei w pierwszej połowie 2002 roku wywalczył wicemistrzostwo fazy Clausura, a także zajął 3. miejsce w pucharze Copa Interclubes UNCAF. Rok 2006 zakończył się dla Motaguy z Víctorem w składzie mistrzostwem fazy Apertura.
Na początku 2009 roku Bernárdez miał przejść do klubu z Major League Soccer, jednak ostatecznie został wypożyczony do belgijskiego Anderlechtu. W Eerste Klasse zadebiutował 16 stycznia w przegranym 1:2 domowym meczu z Cercle Brugge. Natomiast 7 lutego w spotkaniu z RAEC Mons (3:2) zdobył pierwszego gola w belgijskiej lidze. W 2011 roku był wypożyczony do Lierse SK.
Latem 2011 Bernárdez przeszedł na wypożyczenie do meksykańskiego Indios de Ciudad Juárez. W 2012 roku został zawodnikiem San Jose Earthquakes.

## Kariera reprezentacyjna
W reprezentacji Hondurasu Bernárdez zadebiutował w 2004 roku. W tym samym roku z kadrą U-23 wziął udział w Igrzyskach Olimpijskich w Atenach. Swojego pierwszego gola w kadrze narodowej zdobył 6 września 2006 roku w wygranym 2:0 towarzyskim spotkaniu z Salwadorem.